# Księstwo Brunszwiku

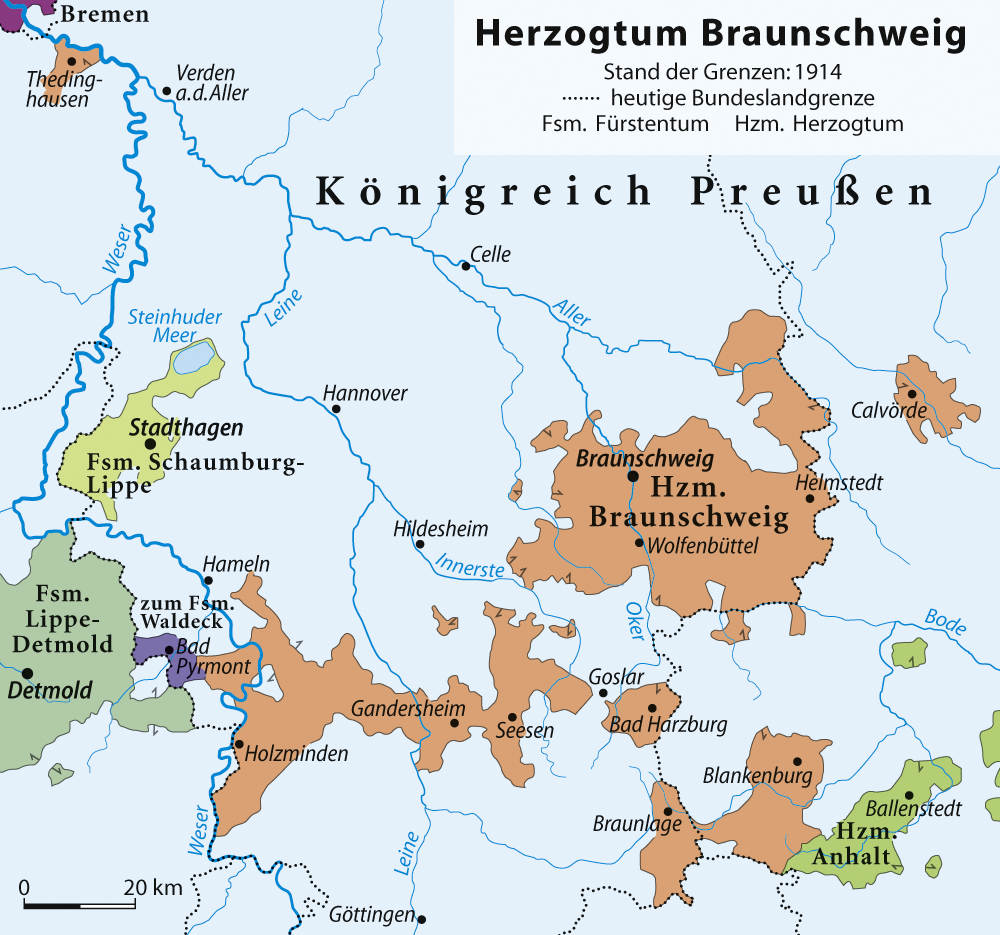
Księstwo Brunszwiku w 1914 r.

Księstwo Brunszwiku – państwo istniejące w latach 1815–1918.

## Historia
Państwo wchodzące od 1815 roku do Związku Niemieckiego. W 1866 roku weszło w skład Związku Północnoniemieckiego, a po zjednoczeniu Niemiec w 1871 roku stało się jednym z krajów Cesarstwa Niemieckiego.
W wyniku rewolucji listopadowej w 1918 i obaleniu monarchii państwo przekształcono w republikę.

## Książęta Brunszwiku w latach 1815–1918
- 1815–1830 Karol II (usunięty, zm. 1873)
- 1831–1884 Wilhelm (brat, regent 1830–1831)
  - 1885–1906 Albrecht Pruski (regent)
  - 1907–1913 Jan Albrecht z Meklemburgii-Schwerin (regent, zrezygnował, zm. 1920)
- 1913–1918 Ernest August (wnuk Jerzego V, króla Hanoweru, usunięty, zm. 1953)